# 가에쓰 히데아키
가에쓰 히데아키(일본어: 嘉悦 秀明, 1974년 10월 8일 ~ )는 일본의 전 축구 선수이다.

## 구단 경력
1993년 일본 사커 리그의 요코하마 플뤼겔스에 입단했다. 1998년 도치기 SC로 이적했다. 2000년부터 2005년까지 사가와 급편 도쿄와 로아소 구마모토에서 뛰었다. 2005년후 현역 은퇴.